# Xã Hamer, Quận Highland, Ohio
Xã Hamer (tiếng Anh: Hamer Township) là một xã thuộc quận Highland, tiểu bang Ohio, Hoa Kỳ. Năm 2010, dân số của xã này là 680 người.